# 大邱第一教会
大邱第一教会(대구제일교회) 是韩国的一座长老会教堂，位于大邱广域市中区。

## 历史
该堂由美北长老会传教士裴伟良（William M. Baird）创建于1893年4月22日。大邱第一教会是庆尚北道和大邱的第一个新教教会。1933年，建造了一座哥特式建筑风格建造的砖砌建筑。
1992年，该堂列为大邱广域市物质文化遗产。